# Wickiana

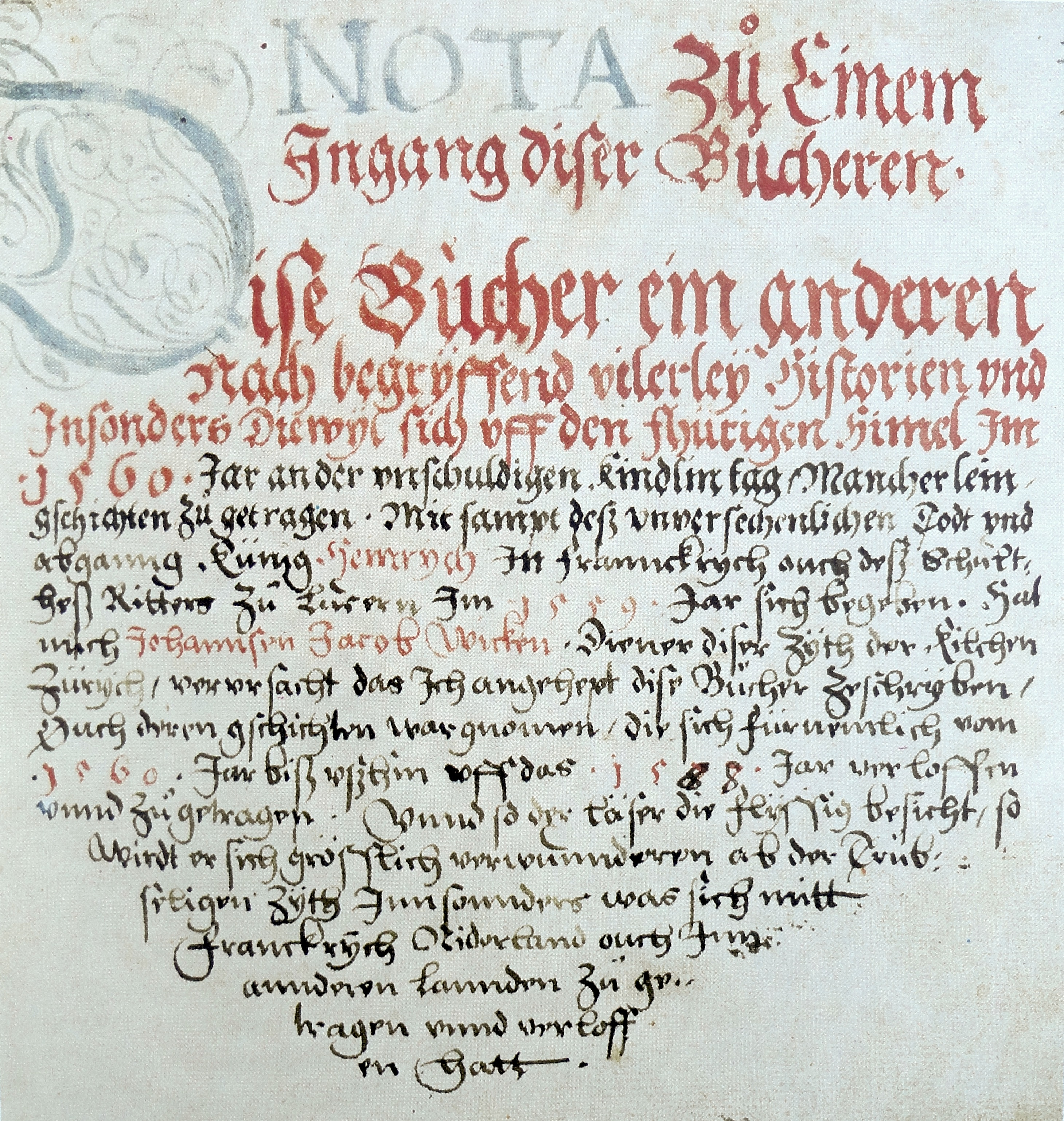
Título de la colección Wickiana.

Wickiana, por Johann Jakob Wick de Zúrich (1522-1588), es una colección de imaginería popular en hojas de gran formato montada en 24 volúmenes entre 1560 y 1587. Es una fuente importante para el período de la reforma protestante en Suiza y contiene referencias al fenómeno celeste en Núremberg de 1561 y al de Basilea de 1566.

## Historia

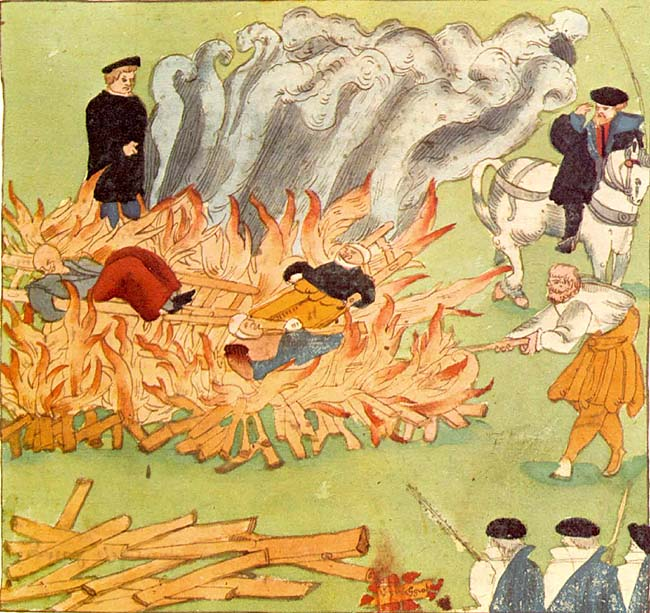
Hoguera de tres brujas en Baden (1585).

Wick vivió en Zúrich bajo el gobierno de Heinrich Bullinger, sucesor de Ulrico Zuinglio. Estudió teología en Tubinga y fue párroco de Witikon, en el hospital de la ciudad y el Predigerkirche. Posteriormente fue canónigo y segundo arcediano en el Grossmünster.
Los papeles de Wick se guardaron en la biblioteca del monasterio de Grossmünster tras su muerte en 1588. Fueron trasladados a la Biblioteca Central de Zúrich en 1836. La colección original había sido dividida entre el manuscrito de la biblioteca y primeras impresiones parciales en 1925. La colección de estampas consta de un total de 429 grabados de la colección original de Grossmünster (PAS II 1 - 24), además de diez objetos añadidos posteriores (PAS II 25). La porción manuscrita tiene el índice Ms F 12–35. La colección fue en parte publicada en forma de facsímil en una edición comentada en 1997–2005.

## Galería

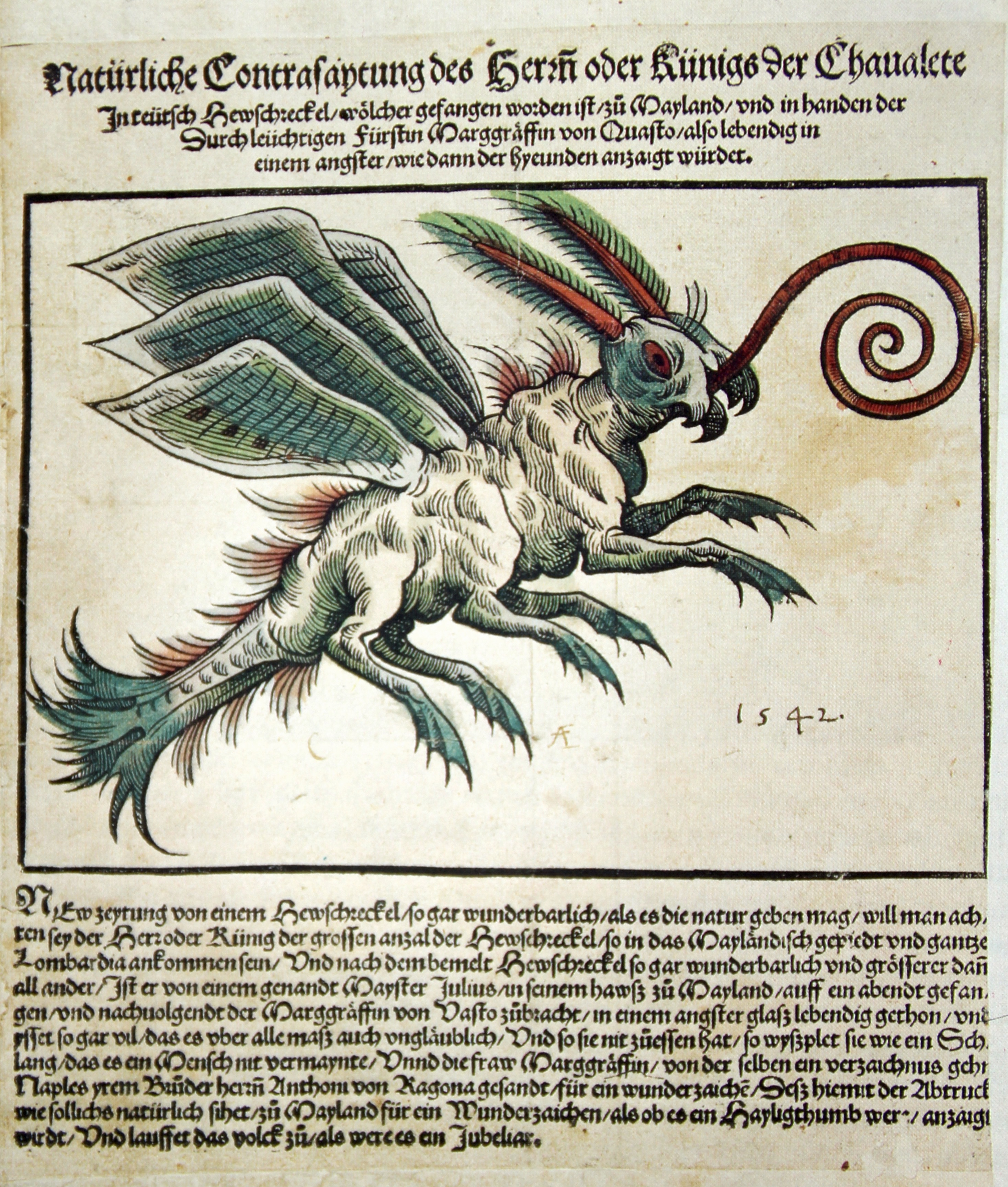
Langosta.
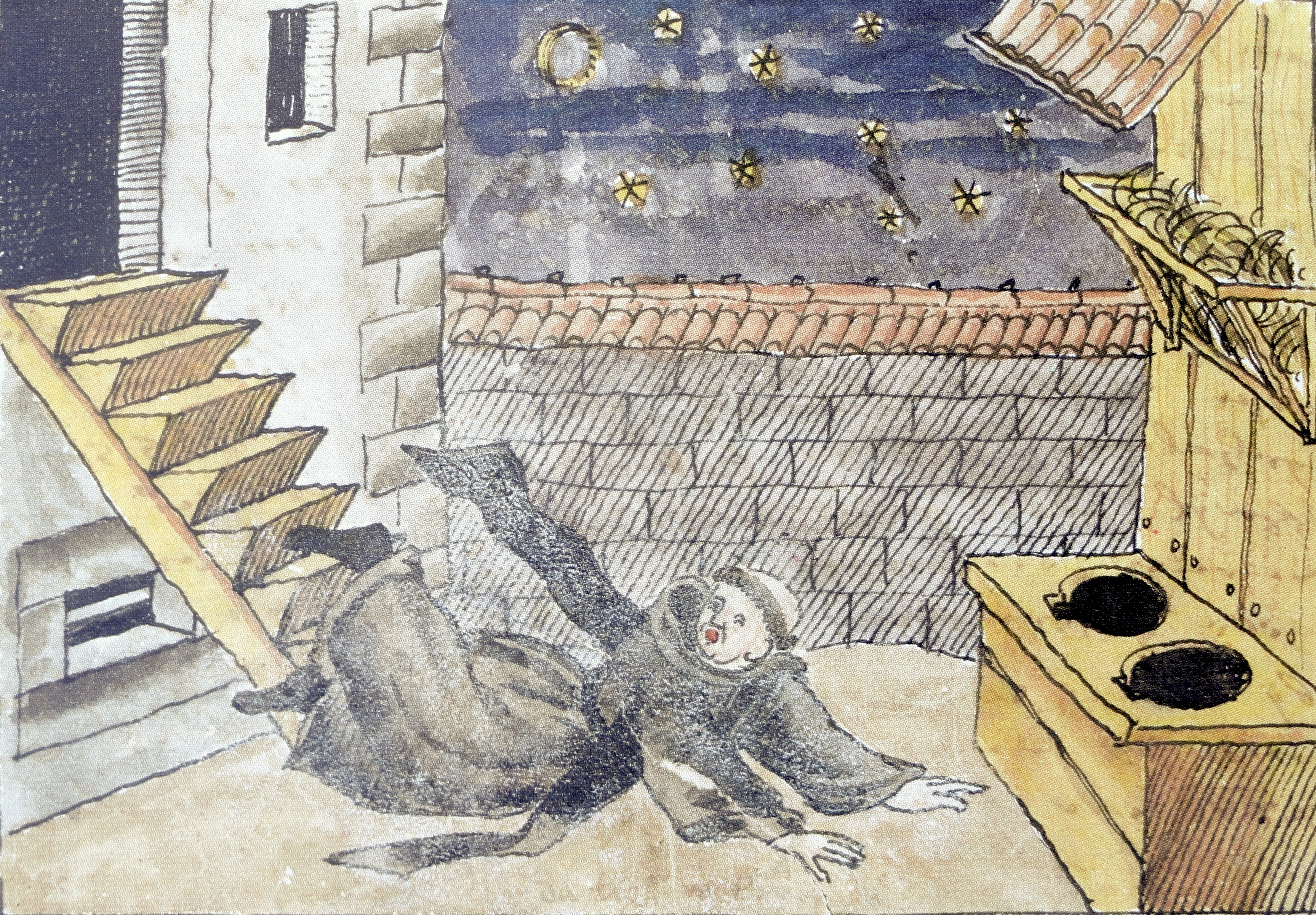
El monje Bastian Hegner cae y muere en Rapperswil el 12 de noviembre de 1561.
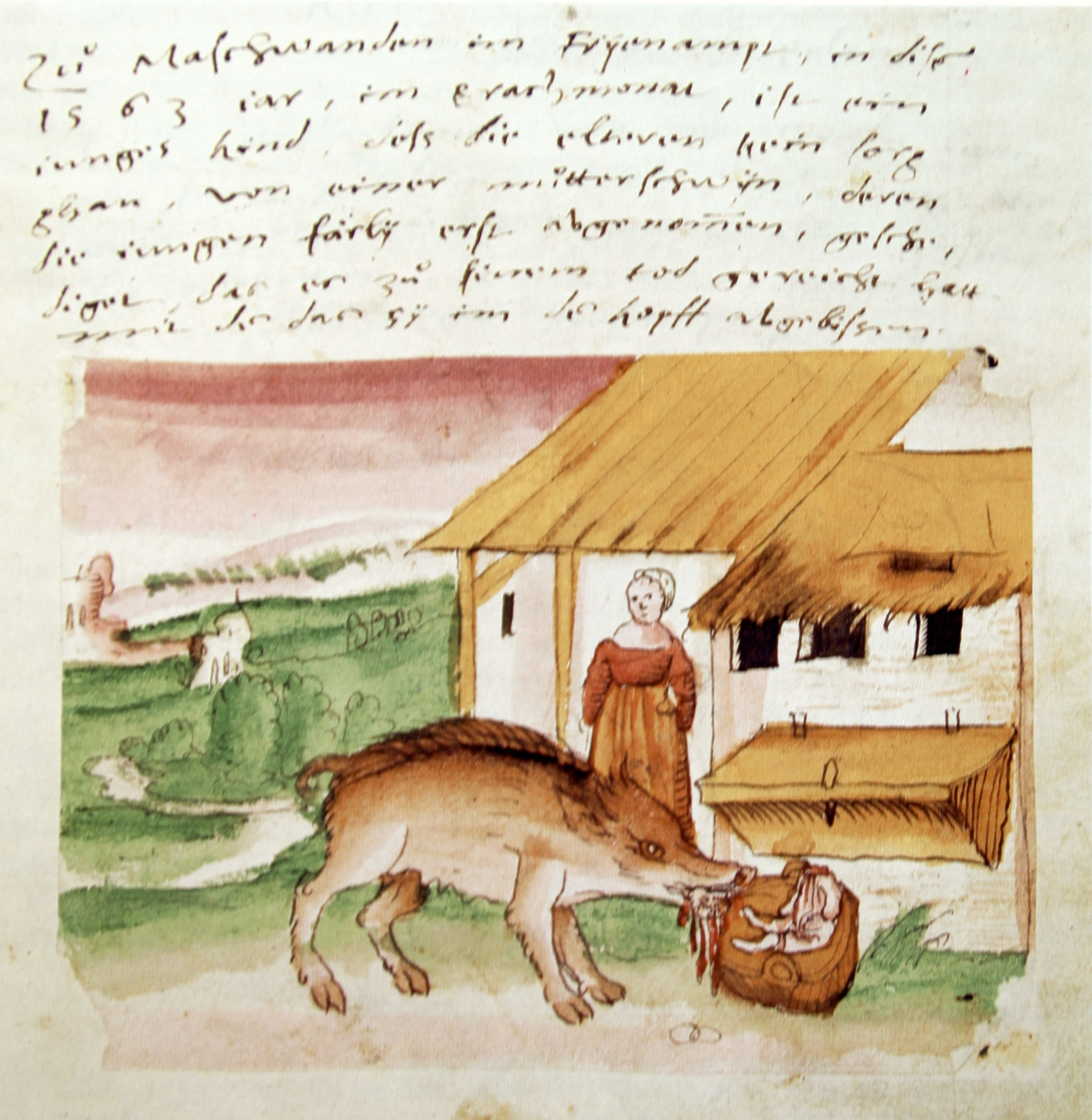
Un niño en Maschwanden es atacado por un cerdo y muere.
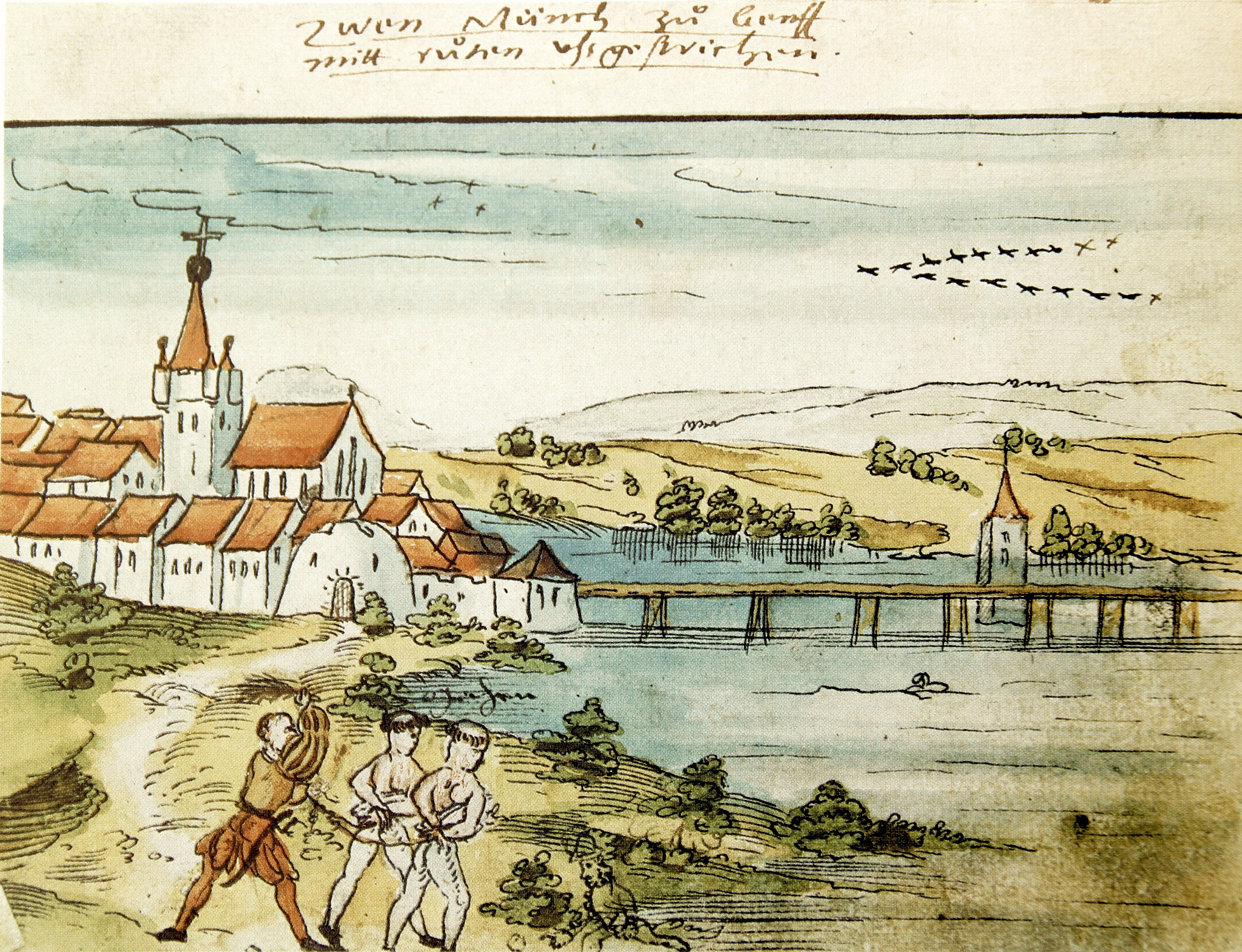
En Ginebra dos monjes son azotados por hacer trampas.
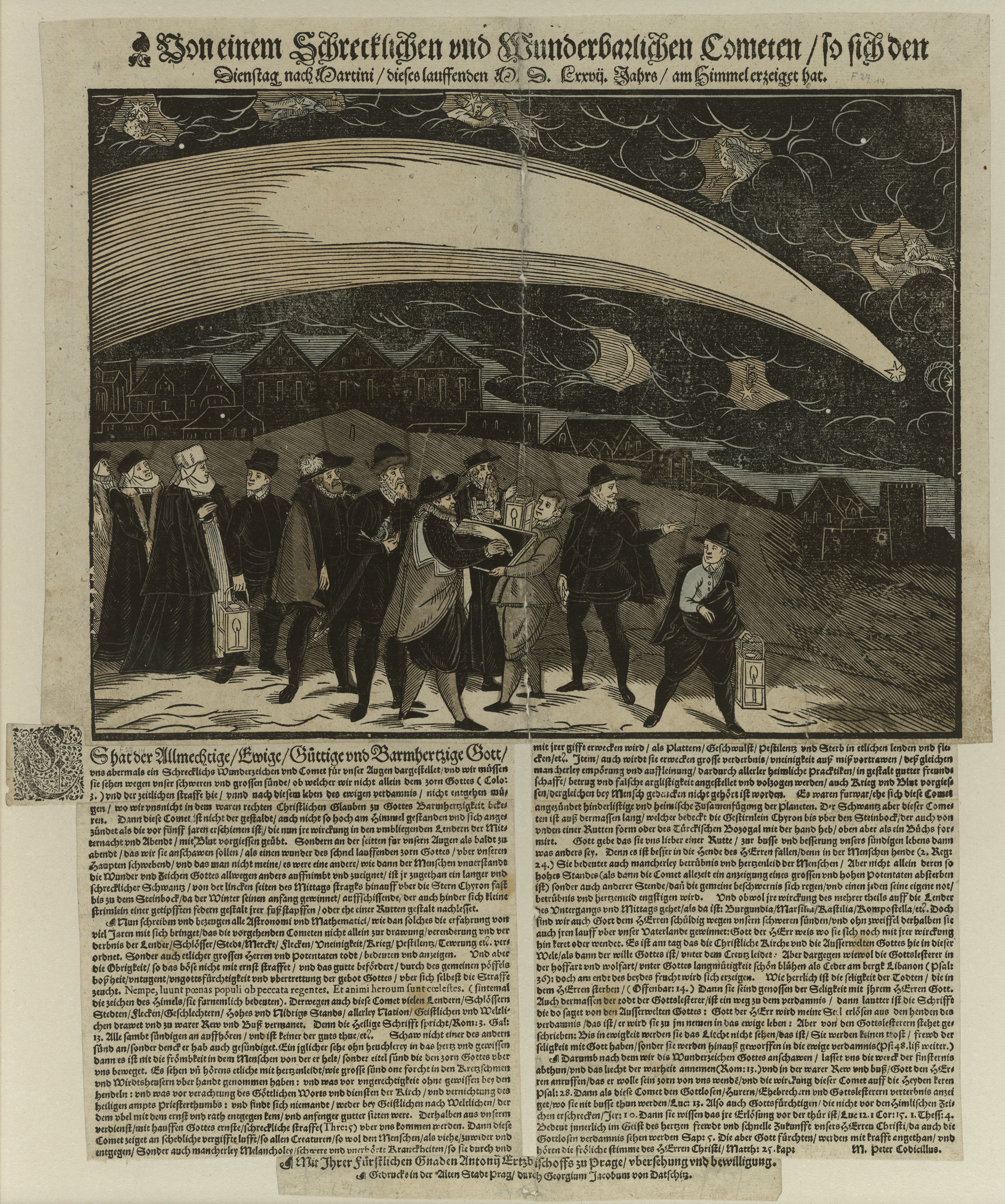
Gran Cometa de 1577, Praga, 12 de noviembre de 1577.